# Ilie Bărbulescu
Ilie Bărbulescu (24. června 1957, Pitești, Rumunsko – 1. února 2020) byl rumunský fotbalový obránce/libero a reprezentant.
 Část své hráčské kariéry strávil v klubu FC Steaua București, kde nasbíral několik titulů, mj. v PMEZ 1985/86.
Hrál pouze v Rumunsku.

## Klubová kariéra
- FC Argeș Pitești 1971–1974 (mládežnické týmy)
- FC Argeș Pitești 1974–1982
- FC Olt Scornicești 1982–1983
- FC Petrolul Ploiești 1983–1984
- FC Steaua București 1984–1987
- FC Petrolul Ploiești 1987
- FC Argeș Pitești 1987–1988
- Dacia Piteşti 1988–1989
- FC Callatis Mangalia 1989–1991

## Reprezentační kariéra
Reprezentoval Rumunsko.
V A-mužstvu debutoval 13. 5. 1979 v zápase v Limassolu proti týmu Kypru (remíza 1:1). Celkem odehrál v letech 1979–1987 za rumunský národní tým 5 zápasů, branku nevstřelil.